# 섹스투스 폼페이우스

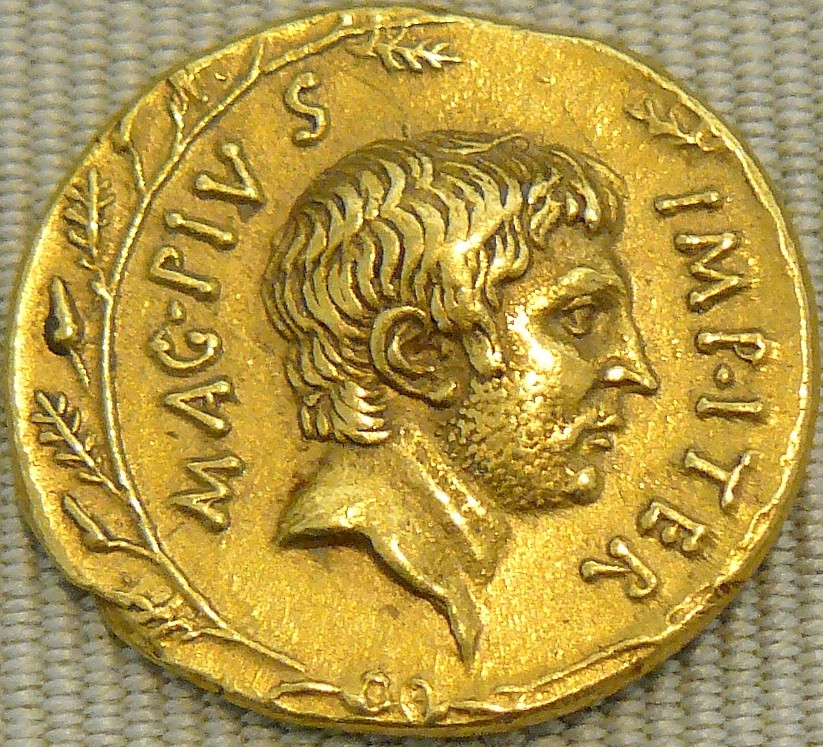

섹스투스 폼페이우스 마그누스 피우스(Sextus Pompeius Magnus Pius, ? - 기원전 35년 죽음)는 로마 공화정말기의 장군으로 유명한 폼페이우스 마그누스의 아들이다. 율리우스 카이사르와 그 뒤를 이은 삼두정에 반기를 들었다가 결국 몰락했다.
섹스투스는 폼페이우스와 그의 세 번째 아내 무치카 테르티아와의 사이에서 태어난 막내 아들이고 형은 그나이우스 폼페이우스이다. 두 형제는 어려서부터 유능한 장군인 아버지의 슬하에서 전쟁터에 따라 다녔다.
기원전 49년 카이사르가 루비콘강을 건너 내전이 발발 하자 그나이우스는 아버지를 따라 그리스로 넘어갔으나 섹스투스는 폼페이우스의 네 번째 아내인 코르넬리아 메텔라와 함께 로마에 남았다. 이듬해 파르살루스 전투에서 폼페이우스가 대패하고 도망하자 섹스투스와 코르넬리아도 로마에서 빠져나와 폼페이우스와 합류하여 함께 이집트로 피신하였다. 섹스투스는 이집트에서 아버지가 배반당해 살해당하자 형 그나이우스와 함께 아프리카로 넘어가서 카토, 메텔루스 스키피오와 함께 카이사르군에 결사항전 할 것을 다짐했다.
기원전 46년 아프리카에서 벌어진 탑수스 전투에서 패하자 그는 형과 함께 히스파니아로 넘어갔고 이듬해 히스파니아 문다에서도 카이사르에게 패했다. 이때 형 그나이우스는 처형당했고 섹스투스는 시칠리아로 도망쳤다. 기원전 44년 카이사르가 암살당하고 로마에서는 제2차 삼두정치가 결성되었을 때 섹스투스는 시칠리아에서 반란군을 조직하여 해적질에 나섰다. 그러나 삼두정치의 주모자들은 마르쿠스 브루투스와 가이우스 카시우스의 암살파를 상대하느라 섹스투스를 상대할 수 없었다.
기원전 42년 필리피 전투에서 브루투스와 카시우스가 죽고 나서 옥타비아누스와 마르쿠스 안토니우스는 섹스투스를 제압하려 하였는데 이때 섹스투스는 이미 세력이 커져 있었다. 기원전 39년 옥타비아누스는 섹스투스와 미세놈에서 협정을 맺고 시칠리아, 코르시카, 사르데냐의 통치권을 양도했다.
그러나 이 평화 협정은 오래가지 못했다. 안토니우스와의 긴장관계가 높아지자 옥타비아누스는 시칠리아의 섹스투스를 침공했으나 기원전 37년과 기원전 36년 8월 두차례에 걸쳐 섹스투스에게 패했다. 그러나 옥타비아누스의 장군 빕사니우스 아그리파가 섹스투스를 공격했고 섹스투스는 시칠리아를 잃고 동방으로 도망쳤다.
기원전 35년 섹스투스는 소아시아의 밀레투스에서 안토니우스의 부하에게 붙잡혔고 재판없이 처형되었다. 이 처형은 나중에 옥타비아누스가 안토니우스를 공격하는 빌미가 되기도 했다.